# Abandon en droit maritime
Pour les articles homonymes, voir Abandon.

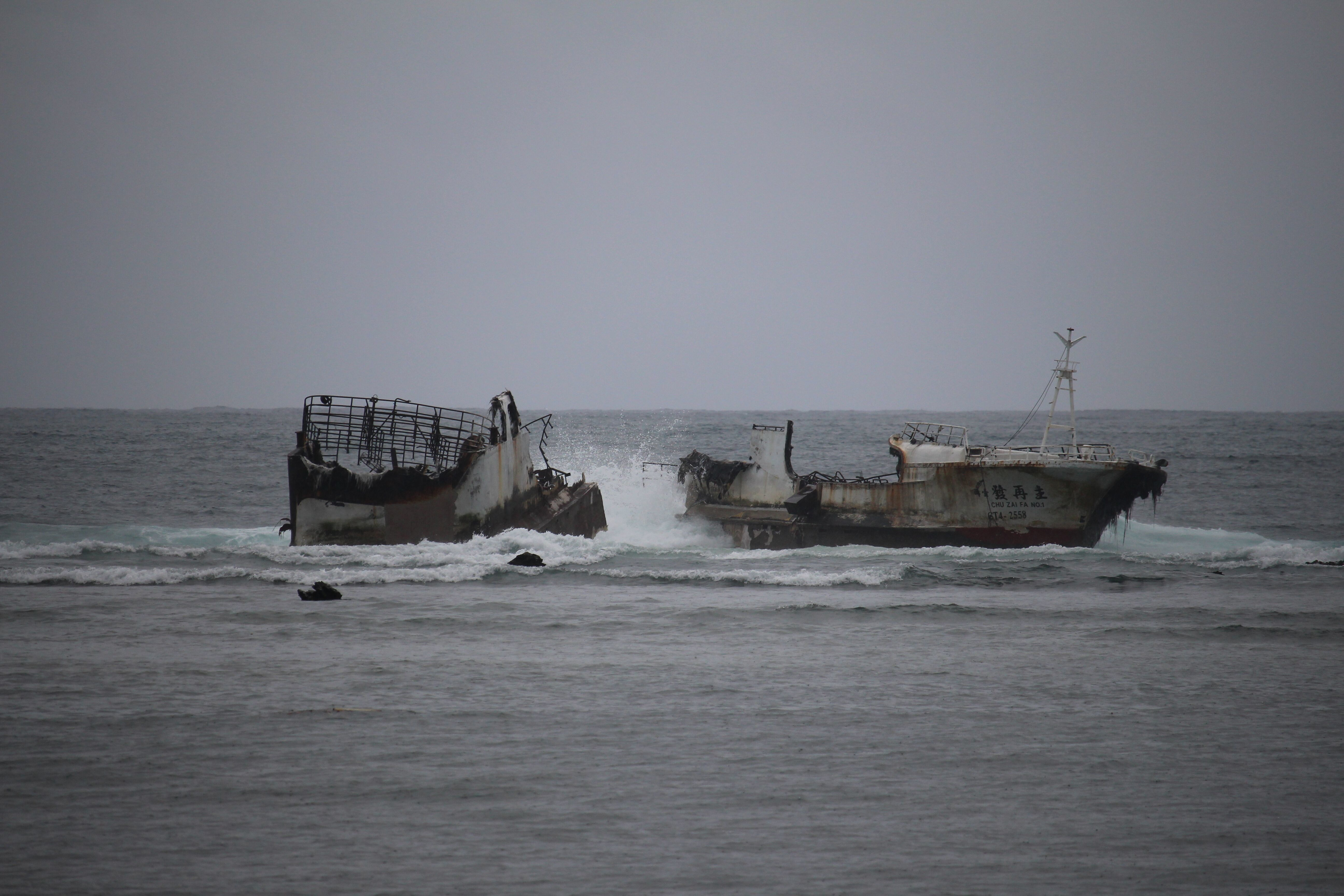
Epave abandonnée dans les îles Samoa.

En droit maritime, constitue une épave un navire qui a été abandonné par son équipage ou dont le propriétaire est inconnu ou qui néglige de procéder aux opérations de récupération ou de destruction. L'abandon réel ou présumé du navire entraîne l'application d'un régime juridique particulier. Le code des assurances utilise le terme « délaissement » pour désigner l'abandon que le propriétaire d'une cargaison peut consentir aux chargeurs lorsqu'il n'est pas en mesure de les dédommager.
En matière d'infractions maritimes, toute absence irrégulière d'un officier ou d'un membre d'équipage est sanctionnée sous la qualification « d'abandon de poste ».